# 秀岳館高等学校
秀岳館高等学校（しゅうがくかんこうとうがっこう）は、熊本県八代市興国町にある私立高等学校。

## 学科・コース
- 普通科
  - 特進コース
  - 進学コース
  - 総合コース
  - 保健福祉コース
- 商業科
  - 情報ビジネスコース
  - 生活ビジネスコース
  - トータルデザインコース
- 建設工業科
  - テクニカルコース
  - クラフトコース

## 沿革
- 1923年（大正12年）4月 - 八代町立代陽実業補習学校開校
- 1951年（昭和26年）4月 - 八代商業専修学校として八代市若宮町に創設
- 1952年（昭和27年）
  - 5月 - 八代商業学校へと校名変更
  - 12月 - 学校法人八代高等商業学校寄付行為認可
- 1954年（昭和29年）9月 - 学校法人八商学園と組織変更
- 1956年（昭和31年）4月 - 私立八代商業高等学校設置
- 1959年（昭和34年）4月 - 八代市興国町1-5へ学校移転
- 1963年（昭和38年）4月 - 八代第一高等学校へと校名を変更し、商業科・工業科（工業化学科・工業経営科）・女子経済科の3学科を設置
- 1964年（昭和39年）4月 - 普通科を新設
- 1966年（昭和41年）4月 - 工業科（工業化学科・工業経営科）を工業化学科へ変更し、建設工業科を新設・工業経営科募集停止
- 1968年（昭和43年）3月 - 工業経営科廃止
- 1971年（昭和46年）11月 - 20周年記念式典挙行
- 1977年（昭和52年）4月 - 高校工業化学科生徒募集停止
- 1992年（平成4年）
  - 4月 - 普通科・商業科・建設工業科コース制導入（3学科7コース）
  - 5月 - 高校開校40周年記念式典挙行
- 1995年（平成7年）4月 - 普通科歯科医療養成コース新設（3学科8コース）
- 1999年（平成11年）4月 - 普通科歯科医療養成コースを普通科保健福祉コースへと名称変更（3学科8コース）
- 2001年（平成13年）
  - 4月 - 秀岳館高等学校へと校名変更
  - 8月 - 第83回全国高等学校野球選手権大会出場（3回戦進出）
- 2002年（平成14年）4月 - 普通科準特進コース新設（3学科9コース）
- 2003年（平成15年）4月 - 第75回選抜高等学校野球大会初戦敗退
- 2014年（平成26年）4月 - 野球部の監督に松下電器（現・パナソニック）野球部の選手・監督として活躍し、元NHK高校野球解説者で、パナソニック専務役員だった鍛治舎巧が就任[1]
- 2016年（平成28年）
  - 3月 - 第88回選抜高等学校野球大会出場。ベスト4
  - 8月 - 第98回全国高等学校野球選手権大会出場。ベスト4
- 2017年（平成29年）
  - 3月 - 第89回選抜高等学校野球大会出場。ベスト4
  - 8月 - 第99回全国高等学校野球選手権大会出場。2回戦進出

## 著名な関係者

### 出身者

#### 文化・芸能
- 村上隆二 - 南日本放送アナウンサー、元ラジオDJ

#### スポーツ

##### 野球
- 与田順欣 - 元プロ野球選手
- 豊永隆盛 - 元プロ野球選手
- 中島弘美 - 元プロ野球選手
- 渡辺長助 - 元プロ野球選手
- 遠山奬志 - 元プロ野球選手
- 松中信彦 - 元プロ野球選手
- 国吉佑樹 - プロ野球選手
- 藤吉優 - 元プロ野球選手
- 宮本秀明 - 元プロ野球選手
- 九鬼隆平 - プロ野球選手
- 松尾大河 - 元プロ野球選手
- 田浦文丸 - プロ野球選手
- 小林秀一 - 元社会人野球選手、現愛知学院大学准教授

##### サッカー
- 車東訓 - プロサッカー選手
- 八久保颯 - プロサッカー選手
- パブロ・ヤン・フェレイラ - プロサッカー選手
- 大岩亮太 - プロサッカー選手
- 笹原脩平 - プロサッカー選手
- レオナルド・ケンタ・ホサカ・カルロス - プロサッカー選手
- ターレス・プロコピオ・カストロ・デ・パウラ - プロサッカー選手
- カウアン・ライア・リマ - プロサッカー選手
- ペドロ・エンヒケ・カンポス・ダ・コスタ - プロサッカー選手

##### その他
- 中本匠栄 - 競輪選手
- 土生敦弘 - 競輪選手

## 不祥事

### サッカー部内における体罰
2022年4月21日、サッカー部寮内で30代男性のコーチが学生に対して暴力をふるう動画がSNSを通じて拡散。学校側は「事実関係を確認次第、対応したい」とした。4月26日までに、このコーチが暴行の疑いで、熊本県警八代署から熊本地検八代区検察庁に書類送検された。
その後、サッカー部の公式Twitterに、部員11人が顔や名前を明かして今回の騒動について謝罪する動画を投稿した。この動画内では暴力動画を拡散させたとされる部員2人を加害者扱いするサッカー部監督・段原一詞と思われる音声が混入しており、再生回数100万回を超えたが、被害者である部員を問題の矢面に立たせる対応はさらなる批判を呼び、謝罪動画はその後削除された。この事態を受けて段原は、4月25日に日本テレビ系『スッキリ』に生出演し、騒動を謝罪したうえで謝罪動画については自身の指示を否定した。
5月5日に学校側が開いた経緯説明の記者会見では、この事態を受けての全校生徒対象の調査の結果、過去2年間で当該コーチによる部員への暴力行為を他に24件、別の職員による暴力行為を1件、同部員同士の暴力行為を13件確認し、生徒5人が打撲などのけがをしたことを明らかにした。さらに部員による謝罪動画については、段原の指示により行っていたことが発覚した。段原も謝罪動画について「（マスクを外して）顔を出して、名乗るように」と部員に撮り直しの指示を出した事で自身の関与を認めた一方で、隠蔽の事実は否定した。また、会見では段原自身の進退については明言しなかった。しかし、段原についても同校の卒業生から「何人も監督に暴行を受けていた」との証言が一部メディアの取材で伝えられている。
段原と当該コーチは事態を受けて自宅謹慎となっていたが、その後、秀岳館高校は段原と当該コーチをチーム登録から外し、別のコーチが監督に就く事実上の更迭となる変更届を熊本県サッカー協会に提出し、5月13日付で日本サッカー協会に受理された。
熊本県は5月11日、私立学校法に基づき文書で報告書の提出を要請し、同月13日に秀岳館側が提出したが、謝罪動画の経緯や段原の不適切行為などの言及がなかったため、同月17日に同県私学振興課は報告書は受理したものの、「不十分」として秀岳館側に追加報告を求めたことを明らかにした。
その後、秀岳館高校は5月17日付で段原の退職願を受理したこととともに、当該コーチについては「生徒への暴行を複数回繰り返し、信頼を著しく損ねたため」懲戒免職処分としたことを公表した。2023年1月6日付で八代区検察庁が元コーチを暴行罪で略式起訴した。
部内で体罰が蔓延っていたことや段原の対応などに対して、世論からは厳しい批判が出ている。
- 京都産業大学現代社会学部教授の西川信広は、今回の背景について、「スポーツエリート校の勝利至上主義が根底にあると思います。結果を残すことが監督やコーチの評価につながり、部活動が学校教育の一環という理念を超えてしまっている。寮生活も含めた部活が閉鎖された社会になってしまうことで、指導者から部員への暴力が日常的で黙認される体質があったのではないでしょうか。部活の本来の姿ではなくなっている」と指摘した[15]。
- 4月25日に段原が出演した日本テレビ『スッキリ』のMCである加藤浩次は同校の記者会見後となった5月6日の放送で、段原の同番組の生出演について、同校を取材したレポーターの阿部祐二とともに「段原監督の方から生放送で謝罪させてくれといわれたのは間違いない」と明らかにし、段原の生放送での発言が結果的に虚偽となったことについて「生放送で嘘を何個もついている。その時点で教育者としてダメ。会見うんぬんじゃない、話にならない」と厳しく糾弾した[16]。
- 5月8日のフジテレビ系『ワイドナショー』にコメンテーターとして出演したタレントの眞鍋かをりは「令和のこの時代に、いろんなことがアップデートされてなさすぎて。感覚が昔のまま、よく生き残っていたなっていう感じですね」とコメントした[17]。
- スポーツ総合サイト「THE DIGEST」では国外からの反応を掲載。6月26日配信の記事ではイタリア人サッカー指導者のパオロ・タロッツィ・ヴェルビーニが、暴行したコーチについて「どんなチームのロッカールームからも遠ざけるべき人物であり、ましてや絶対に子どもに近づけてはならない。当該する指導者は己の行動を恥ずべきであり、スポーツ界からは即刻追放すべきだ」「もしも、これがイタリアだったなら、そのコーチはただちに警察に通報される」と厳しく述べ[18]、7月4日配信の記事ではアルゼンチンで取材活動を行うチヅル・デ・ガルシアが、暴力沙汰が尽きないアルゼンチンのサッカー界でも「指導者が選手に暴力を振るうことはない」旨を伝えている[19]。